# تايلر جونسون (لاعب هوكي جليد)
تايلر جونسون (بالإنجليزية: Tyler Johnson)‏ هو لاعب هوكي جليد أمريكي، ولد في 29 يوليو 1990 في سبوكين في الولايات المتحدة.

## وصلات خارجية
- تايلر جونسون على موقع دوري الهوكي الوطني (الإنجليزية)
- تايلر جونسون على موقع قاعة مشاهير الهوكي (لاعب أن.إتش.أل) (الإنجليزية)
- تايلر جونسون على موقع EliteProspects.com (الإنجليزية)
- تايلر جونسون على موقع Eurohockey.com (الإنجليزية)
- تايلر جونسون على موقع HockeyDB.com (الإنجليزية)
- تايلر جونسون على موقع Hockey-Reference.com (الإنجليزية)